# Dzikie Życie
Dzikie Życie – ogólnopolski miesięcznik ekologiczny wydawany od 1994 przez stowarzyszenie Pracownia na rzecz Wszystkich Istot. 
Pismo poświęcone ochronie dzikiej przyrody oraz filozofii głębokiej ekologii. Podejmuje kontrowersyjne sprawy niszczenia przyrody, krytykuje konformizm urzędników państwowych, chciwość sektora biznesowego, marazm i apatyczność ruchu ekologicznego. Miesięcznik Dzikie Życie dostępny jest w prenumeracie, sieci Empik i Garmond Press, w eGazetach i e-kioskach oraz na tabletach i smartfonach. Numery archiwalne dostępne są w internecie. Redaktorem naczelnym pisma jest Grzegorz Bożek.

## Historia pisma
Pierwszy numer Dzikiego Życia ukazał się w czerwcu 1994, aby nagłośnić działania zmierzające do ochrony Puszczy Białowieskiej. Pomysłodawcą pisma i jego redaktorem naczelnym do 2001 był Janusz Korbel, lider i założyciel Pracowni na rzecz Wszystkich Istot, architekt. Po nim stanowisko to objęli kolejno Remigiusz Okraska i Radosław Szymczuk. Obecnie redaktorem naczelnym jest Grzegorz Bożek. Od początku istnienia pismo ukazuje się co miesiąc. Dostępne jest w salonach największych dystrybutorów prasy oraz bibliotekach uniwersyteckich w całym kraju. Od 2002 dostępne jest również w Internecie.

## Charakter pisma
Dzikie Życie postrzegane jest jako periodyk opiniotwórczy. Jako jedno z niewielu pism w Polsce wiele miejsca i uwagi poświęca ochronie naturalnych, nie przekształconych obszarów przyrodniczych.
Odbiorcami pisma są naukowcy dziedzin przyrodniczych, urzędnicy wydający decyzje z zakresu ochrony i zagospodarowania miejsc cennych przyrodniczo, służby ochrony przyrody, nauczyciele oraz studenci i uczniowie, politycy, dziennikarze, a także członkowie polskiego ruchu ekologicznego oraz osoby zaangażowane w działalność proekologiczną. Niejednokrotnie Dzikie Życie inicjowało ważne dla ruchu ekologicznego debaty programowe oraz stymulowało działania na rzecz ochrony przyrody, niezależnie od podziałów organizacyjnych i specjalizacji.
Dzikie Życie nagłaśniało problemy ekologiczne dotyczące m.in. potrzeby ochrony Puszczy Białowieskiej, utworzenia na Pogórzu Przemyskim Turnickiego Parku Narodowego, ochrony dużych drapieżników – wilka i rysia, próby ratowania Parku Krajobrazowego Góra Św. Anny przed budową przez jego obszar autostrady, sprawę nielegalnych wyciągów narciarskich i dewastacji góry Pilsko, planów zniszczenie doliny Rospudy koło Augustowa przez budowniczych trasy Via Baltica i wiele innych.
Miesięcznik przedstawia różne aspekty zrównoważonego rozwoju i filozofii głębokiej ekologii oraz stosunku tego nurtu wobec najważniejszych problemów ekologicznych i społecznych, publikuje badania i poglądy intelektualistów w tych kwestiach, nagłaśnia konieczność ochrony bardzo wielu zagrożonych miejsc w Polsce i świecie. Na łamach miesięcznika naukowcy dziedzin przyrodniczych prezentują ideę ochrony przyrody, upowszechnienia rzeczywistej ochrony miejsc cennych przyrodniczo, myśli i wiedzy naukowej, a niejednokrotnie weryfikacji i publicznej negacji pseudonaukowych badań, opinii i ekspertyz. Poprzez wywiady z naukowcami i osobistościami akademickimi, prezentację wybitnych sylwetek z dziedziny ekologii zapoznawana jest opinia publiczna z postawami godnymi szacunku i naśladowania.
Na łamach gazety prezentowane są także korzystne z punktu widzenia ochrony przyrody decyzje polityków, wskazywane są również popełniane błędy. Poddawane analizie są akty prawne, wskazywane sposoby i możliwości dostosowania polskiego prawa i administracji do norm europejskich i światowych w dziedzinie środowiska, opisywane korzyści i zagrożenia płynące ze środków pomocy unijnej. Dzikie Życie często porusza tematy ochrony i racjonalnego gospodarowania zasobami leśnymi kraju, zwraca uwagę na proekologiczne gospodarowanie i niejednokrotnie wskazuje na błędy skutkujące utratą wartości przyrodniczych lasów wykorzystywanych w sposób niezrównoważony. Artykuły z Dzikiego Życia stwarzają szerokie pole do dyskusji i polemik na łamach różnych branżowych czasopism, w szczególności leśnych.
Dzikie Życie prezentuje także tematykę edukacji ekologicznej. Dla nauczycieli przedmiotów przyrodniczych oraz lokalnych edukatorów ekologicznych stanowi źródło alternatywnej wiedzy i nowych informacji z zakresu szeroko pojmowanej przyrody i jej ochrony. Opisywane są sposoby i problemy edukacji ekologicznej, prezentowane nowoczesne metody dydaktyczne, publikacje, warsztaty, konferencje i seminaria w tym zakresie.
Z Dzikim Życiem współpracowało kilkaset osób z kraju i zagranicy. Na jego łamach gościły tak szanowane osobistości jak m.in. Arne Næss, Stanisław Lem, Olga Tokarczuk, Wojciech Eichelberger, Peter Matthiessen, John Seed, Krzysztof Czyżewski, prof. Zbigniew Mirek, prof. Ludwik Tomiałojć, prof. Stefan Kozłowski (były Minister Ochrony Środowiska), prof. Henryk Okarma, Krzysztof A. Worobiec  i wiele innych osób mających znaczny wkład we współczesną myśl humanistyczną. Pojawiały się również osoby związane z kulturą, sztuką i sportem m.in. prof. Andrzej Strumiłło, Renata Przemyk, Artur Barciś, Beata Tyszkiewicz, Maciej Żurawski i inni.

## Zespół redakcyjny

### Zespół redakcyjny
- Grzegorz Bożek – Redaktor Naczelny
- Ryszard Kulik
- Sylwia Szczutkowska
- Radosław Ślusarczyk
- Dariusz Matusiak
- Magda Warszawa – skład

### Stali współpracownicy
- Ismena Anandini-Gallagher
- Karolina Bielenin-Lenczowska
- Ryszard Dąbrowski
- Robert Jurszo
- Łukasz Łuczaj
- Krzysztof Okrasiński
- Remigiusz Okraska
- Anna Patejuk
- Jan Marcin Węsławski
- Krzysztof A. Worobiec
- Antonina Sebesta
- Diana Maciąga
- Łukasz Misiuna
- Tomasz Nakonieczny
- Andrzej Jermaczek
- Hanna Schudy
- Dagmara Stanosz
- Monika Stasiak
- Piotr Skubała
- Justyna Tymieniecka-Suchanek
- Krzysztof Wojciechowski

### Korespondenci zagraniczni
- Władimir Borejko (Ukraina)
- Juraj Lukáč (Słowacja)
- Mohammad Tajeran (Iran)